# Casta Gallardo
La Casta Gallardo es una de las siete castas fundacionales de la raza del toro de lidia y que está reconocida por la legislación española, figurando dentro del Libro Genealógico de la Raza Bovina de Lidia del Ministerio de Agricultura español.
El origen de esta casta se remonta a mediados del siglo XVIII, derivando del ganado bravo del que disponían los frailes dominicos del Convento de San Jacinto de Sevilla y que desde 1790 estuvo en manos del tratante Francisco Gallardo, del que recibe su nombre. En la actualidad, la única ganadería del campo bravo que mantiene la ascendencia Gallardo es el hierro sevillano de Partido de Resina y que fundó Felipe de Pablo Romero en 1885.

## Historia de la casta
El comerciante Francisco Gallardo, originario de El Puerto de Santa María, adquiría en 1790 la ganadería de toros de lidia que había pertenecido al sacerdote navarro Marcelino Bernaldo de Quirós. Se trataba de una vacada que había creado este presbítero, afincado en la localidad gaditana de Rota, en 1762 donde había mezclado reses de origen navarro con toros y vacas de la ganadería que tenían los dominicos del Convento de San Jacinto de Sevilla.
Gallardo regentó su ganadería juntamente con sus hermanos perfilando la crianza del toro bravo hasta obtener un tipo de toro peculiar, especialmente en la suerte de varas. A la muerte del ganadero en 1817, la vacada se disolvió en tres lotes que fueron a parar al ganadero gaditano Domingo Valera, quien se hizo con 500 cabezas de ganado que entremezcló con reses de origen Cabrera. El segundo lote fue adquirido por Gaspar Montero quien, años más tarde, en 1833, se la vendería a Antonio Gil Herrera y éste, a su vez, a Juan Miura en 1842, iniciando la andadura del mítico hierro andaluz de Miura.
El tercero de los lotes, el de mayor tamaño, fue adquirido en 1818 por los empresarios José Luis Albareda y Pedro Echeverrigaray. Los herederos de Albareda, a la muerte del ganadero, se deshicieron de la vacada y pasaron a vendérsela a Juan Miura mientras que los herederos de Echeverrigaray pasó por varias manos hasta llegar, en 1864, a manos de Lorenzo Fernández de Villavicencio, IV duque de San Lorenzo, El aristócrata de origen genovés mantuvo en su poder durante una década la ganadería para terminar vendiéndosela al senador sevillano Rafael Laffite Castro, quien disponía también reses procedentes de distintos encastes.
Las ocupaciones políticas de Laffite hicieron que se desprendiera de la ganadería y pasó a hacerse cargo de ella Carlos Conradi quien, en 1885, la traspasaría al terrateniente hispalense Felipe de Pablo Romero. El nuevo ganadero empezó a desechar los distintos cruces que se habían realizado los anteriores propietarios para intentar recuperar la esencia de la casta Gallardo, creando un tipo de toro que, en líneas generales, ha subsistido hasta la actualidad.

## Características del toro de Gallardo
Sus características, aunque común a la mayoría de los ejemplares que integran la raza de lidia, tiene aspectos diferenciadores de carácter étnico y que, por tanto, los convierten como animales de un prototipo singular. Según la legislación española, los toros de casta Gallardo sobreviven a través del encaste Pablo-Romero y tienen las siguientes características:
- Los ejemplares son mediolíneos, de perfil subcóncavo y con tendencia a la hipermetría, como consecuencia del gran desarrollo de las masas musculares, especialmente del dorso, lomo y tercio posterior.
- Gran desarrollo óseo y finos de piel.
- La cabeza es corta, con predominio de animales chatos y además carifoscos, y las encornaduras en gancho tienen una longitud media y son muy armónicas.
- El cuello es corto y el morrillo aparece muy desarrollado.
- El pecho es ancho, los costillares muy arqueados, y las extremidades más bien cortas y bien aplomadas.

## Encastes relacionados
Los toros de Gallardo subsisten hoy a través de la ganadería de Partido de Resina aunque, según algunos autores, no mantienen la pureza original ya que han sido cruzados con animales procedentes de casta Jijona, Cabrera y Vazqueña. De igual manera, otras ganaderías actuales comparten ascendencia Gallardo por los mismos cruces que se han realizado y entre las que se encuentran Palha, Prieto de la Cal o Miura.

### Pablo-Romero
La ganadería que creó Felipe de Pablo Romero a finales del siglo XIX está considerada como el único hierro que en la actualidad mantiene vivo el origen de los toros de Gallardo entre sus reses, aunque la Unión de Criadores de Toros de Lidia menciona únicamente el origen Jijona-Cabrera de los cruces realizados anteriormente a Conradi. Sus particularidades zootécnicas y la antigüedad de la ganadería, sin haber entremezclado sangres de encastes distintos, ha hecho preservar el fenotipo racial de estos toros y que mantienen las características de la casta originaria:
- Quinta esencia del trapío
- Toros largos, con mucha caja y gran morrillo
- Muy anchos de pecho y bajos de agujas
- Bien armados, sin exagerar, y no demasiado astifinos
- Capas variadas (mayoritariamente cárdenos, aunque también entrepelados, berrendos, colorados, castaños y negros)
- Bravura en el caballo, arrancándose de lejos; acometividad y nobleza en la muleta
- Aptos para faenas cortas y blandura y falta de casta en la época más reciente

#### Ganaderías relacionadas
| Hierro                      | Nombre                    | Antigüedad          | Finca                | Localidad  | Provincia | País   | Procedencia           | Filiación | Estado       | Ref           |
| --------------------------- | ------------------------- | ------------------- | -------------------- | ---------- | --------- | ------ | --------------------- | --------- | ------------ | ------------- |
| Desconocido                 | Marqués de Cúllar de Baza | Siglo XIX           | -                    | -          | Jaén      | España | Vistahermosa          | -         | Desaparecida | [ 12 ]        |
| Desconocido                 | Marqués de Varela         | Siglo XIX           | -                    | -          | -         | España | Marqués de Casa Ulloa | -         | Desaparecida | [ 12 ]        |
|                             | Partido de Resina         | 8 de abril de 1888  | Partido de Resina    | Aznalcázar | Sevilla   | España | Pablo Romero          | UCTL      | Activo       | [ 13 ]        |
|                             | Araúz de Robles           | 8 de agosto de 1982 | La Colonia Burgullos | Guarromán  | Jaén      | España |                       | UCTL      | Activo       | [ 14 ] [ 12 ] |
| Los Cerrillos Santo Domingo | Araúz de Robles           | 8 de agosto de 1982 | Andújar              |            | Jaén      | España |                       | UCTL      | Activo       | [ 14 ] [ 12 ] |
| Garbancillares              | Araúz de Robles           | 8 de agosto de 1982 | Baños de la Encina   |            | Jaén      | España |                       | UCTL      | Activo       | [ 14 ] [ 12 ] |